# Izobenzofuran
Izobenzofuranul (2-benzofuranul) este un compus organic heterociclic cu formula chimică C8H8O, fiind format dintr-un nucleul benzenic condensat cu unul furanic. Este izomer cu benzofuranul.

## Proprietăți
Compusul este foarte reactiv și suferă o reacție de polimerizare rapidă. Totuși, a fost identificat și sintetizat în urma unei reacții de termoliză a unor precursori corespunzători și captat la temperaturi scăzute.
Deși compusul în sine nu este stabil, derivații acestora, izobenzofuranii, sunt compuși stabili, având structuri chimice mai complexe.